# ATP Challenger Mandeville
Der ATP Challenger Mandeville (offiziell: Project Independence Men’s Challenger) war ein Tennisturnier, das 2003 einmal in Mandeville, Louisiana, stattfand. Es gehörte zur ATP Challenger Tour und wurde im Freien auf Hartplatz gespielt.

## Liste der Sieger

### Einzel
| Jahr | Sieger          | Finalgegner | Ergebnis      |
| ---- | --------------- | ----------- | ------------- |
| 2003 | Dmitri Tursunow | Jan Hernych | 3:6, 6:3, 6:4 |

### Doppel
| Jahr | Sieger                              | Finalgegner                  | Ergebnis        |
| ---- | ----------------------------------- | ---------------------------- | --------------- |
| 2003 | Sébastien de Chaunac Zack Fleishman | Benedikt Dorsch Matija Zgaga | 6:73, 7:62, 6:3 |